# Guerra de fronteira etíope-somali de 1982
A Guerra de fronteira etíope-somali de 1982 ocorreu entre os meses de junho e agosto de 1982, quando rebeldes da Somália com o apoio militar da Etiópia invadiram a Somália central e capturaram diversas cidades. Os combates foram um catalisador para a ajuda militar dos EUA a Somália, que trouxe uma interrupção aos confrontos.